# Венды (Ливония)
Венды Ливонии (лат. wendi) — племя западнославянского, балтского или финно-угорского происхождения, из северной Курсы, которых курши в XI веке прогнали из устья реки Вента. После этого они какое-то время ютились на «Древней Горе, у которой ныне построен город Рига». Оттуда венды "были опять изгнаны куршами; многие убиты", и они переселились в Цесис к латгалам, где обосновались на Риекстукалнском городище. В 1206 году приняли Римско-католическую веру и стали верными союзниками ордену Меченосцев в борьбе против эстонцев и русских. Постепенно слились с Видземскими латгалами.
Генрих Латвийский в хронике Ливонии 1206 году пишет, что «венды в то время были бедны и жалки». Схоже он описывает в 1208 году сильных в военном плане Талавских латгалов, которые, по словам летописца, «до принятия христианства были в унижении и презрении, терпели много обид от ливов и эстов». Изображая латгалов и вендов в качестве жертв, Генрих желал показать, чего можно достичь в союзе со столь мощным союзником, который к тому же был распространителем христианской веры.
Также найденные богатые захоронения и раскопки в вендском городище не позволяют рассматривать слова Генриха буквально.
Исходя из хроники Генриха, стратегическое значение Цесиса во время немецкого вторжения было незначительным. Однако ясно, что сохранившаяся информация недостаточна и, возможно, даже искажена. Поэтому трудно судить о роли тогдашнего вендского поселения. Своего рода доказательство того, что это место вызывало интерес, было строительство Венденского замка. Это было одно из первых сооружений ордена в Прибалтике. Нет никаких оснований считать, что строительство замка напротив Риекстукалнса начато из-за любви к союзникам вендам. Такой сентиментализм абсолютно не совпадает с представлением об ордене и его деятельности в Прибалтике. Единственное объяснение, почему замок был построен именно здесь, это контроль над переправами через Гаую на важных торговых путях. Каждая переправа находилась на расстоянии 3—5 км от замка, и их было легко контролировать.

## Название
Название «венды» нередко приводит к путанице, так как в истории Европы оно стало обозначением различных этносов (кельтские венеты во Франции, древние венеты в Италии, вендами называли некоторые западнославянские народы, которые с течением времени подверглись германизации и т. д.).
Один из выдающихся авторов славянской филологии Макс Фасмер в своём «Этимологическом словаре русского языка», беря во внимание региональные особенности, полностью связывает название Wenden с финно-угорскими языками. В Эстонии, например, встречаются многие названия аналогичного происхождения, (Wendau, Vônnu, Wenden, Wendrama, Weneküla, Wenne и т. д.). Очевидно, что название Wenden (на юго-востоке от Хаапсалу) идентично древнему названию Цесиса. У этих эстонских названий нет ничего общего ни с западнославянскими вендами, ни с адриатическими венетами, ни с венетами из Западной Европы. Название вендов в хронике Генриха Латвийского — «wendi» — объясняется как производное от реки Вента (в письменных источниках — Wynda, Winda).
Но название этой реки гораздо теснее связано с древним названием Вентспилса (Windau), чем с Цесисом. В этом случае название Цесиса Wenden, которое в контексте хроники Генриха Латвийского совпадает с названием этноса вендов, становится ясным, если посмотреть на хронику как на памятник литературы XIII века, написанный в традициях Центральной и Западной Европы, где понятие «венды» было известно как обозначение древних венетов, а также как обозначение всевозможных чужаков, особенно в отношении западнославянских народов, включённых в состав Священной Римской империи. В их число Гельмольд из Босау в написанной им в XII веке «Славянской хронике» внёс и балтский народ — пруссов. Беря во внимания, что хронику Генриха Латвийского следует оценивать критически, можно высказывать предположение, что упомянутое здесь название вендов и образованное от него название Цесиса (Wenden) — это результат синтеза литературных традиций хроник Центральной Европы, названий местности Курсы (Venta), а также топонимов Видземе и Эстонии.

## Эндоэтноним
О самоназвании вендской общины не вполне ясно. В XIII веке про вендов пишет летописец Генрих Латвийский и Папа Римский, а XIV — Рижский архиепископ. С тех пор в исторических источниках венды больше не упоминаются. Однако дальнейшем в истории Цесис и близлежащем городу округе — в Ливской волости (Līvu vaka, позже Līvu pagasts), занимают Цесиские ливы. Есть основания предполагать, что вендский эндоэтноним был ливы, схожий с другими финно-уграмы, переселившимся из Курсы в Видземе. Частично это подтверждает запись в Новгородской первой летописи. Там про поход князя Всеволода Мстиславича в 1218 году (=6727) на Цесис говорится, что он там воевал против «Нъмьци, Литва, Либь» (то есть ливов). Наиболее убедительна этимология связывающая название венды с названием балтийских славян как венды.

## Происхождение
Об происхождении вендов выдвинуты разные предположения. Ряд исследователей высказывались, считая их балтами — куршами (Я. Эндзелинс) или земгалами (А. И. Биленштейн), финно-уграми — Курскими ливами (Эльвира Шноре) или куронизированными ливами (Эвалдс Мугуревичс) и западными славянами (Д. К. Зеленин, М. В. Битов, В. В. Седов).

### Курское финно-угорское происхождение
Изначальная родина вендов в низовье Венты находилась в составе Вентавы (Wynda, Winda) — древнего княжества Курсы. Вентаву как край Прибалтийских финно-угров можно проследить со времён Сарнатского поселения с около 2000 г. до н. э. (в Ужавской волости Вентспилсского края). Это одно из наилучше исследованных поселений культуры ямочно-гребенчатой керамики в Латвии. Благодаря благоприятным природным условиям, там сохранилась домашняя утварь, орудии труда и охоты, предметы религиозных культов, остатки жилищ. Полоса соприкосновения между этническими группами балтов и финно-угров проходила вдоль линии низовье Венты — Абава. В XI—XII веку Вентаву завоёвывают курши. Это соответствует сказанному в летописи, что из низовьев Венты вендов прогнали курши. Про последний известный Курский этнос — скандинавских торговцев и викингов свидетельствует как руны («рунический камень про Вентаву») и саги, так и археологические находки.
Летописец упоминает Древнюю гору (Monte Antiquo) как местожительство вендов после их изгнания из Курсы. Согласно летописи и археологическим свидетельствам, после того, как венды покинули Древнюю гору они осели в нескольких местах в Видземе. Цесис был наибольшим, но не единственным их поселением. Среди сотни исследованных погребений Видземских ливов в низовье Даугавы, свыше 20 оказались сходные с вендской культурой. В летописи Генриха Латвийского в XV главе указан посёлок Вендекула (Wendeculla), который находился к северу от Турайды в сторону Цесиса. Перевод «посёлок вендов» из языков Балтийских финно-угров (küla на ливском и эстонском, kylä на финском — «посёлок») указывает на этническую принадлежность и родной язык проживающего там населения (сравнить с Икшкиле). В 1638 году во шведской ревизии плугов там упомянут посёлок Венгула, позже именуемый Турайдские Вингелиеши (Turaidas Viņģelieši).
Об языковом сходстве вендов и Видземских ливов косвенно свидетельствует проповедническая деятельность в 1206 году знатока ливсково языка, миссионера Даниила. В X главе хронике Генриха Латвийского можно проследить, что он проповедовал только среди ливского населения — в Саласпилсском, Лиелвардском, Сидгундском, Реминском, Айзкраукльском краях, далее на землях ливов реки Гауя — Турайдском краю Каупо и Саттезельском краю Дабрелиса, «а потом, оставив эту область, прошёл к вендам». Также и венды попали под властью ордена в результате раздела ливских земель в 1207 году.
Из за скудных письменных источников проблему вендского вопроса помогли решить археологические раскопки. Первые с артефактами богатые захоронения XI—XIII века были обнаружены в 1888 году во время строительства Цесисской железнодорожной станции. При проведении земляных работ в 1910 году цесисский врач Кивулис констатировал ещё 11 погребений. Он предполагал, что это могильник латгалов.
В 30-е годы XX столетия расширялись археологические раскопки в Риге, окрестностях Цесиса и северной Курземе. Они поменяли взгляд на этническую принадлежность похороненных жителей в могильнике Цесиской станции. Основываясь на новые материалы, Э. Шноре в 1936 году сделала вывод, что венды были ливы, которые, преследуемые куршами, в начале XI века кратковременно жили возле Риги, а потом дошли до Цесис. Там на горе Риекстукалнс они построили себе городище — Wendorum castrum. В 1974 году она ещё раз подчеркнула, что в могильнике Цесиской станции ясно видна курземское происхождение там похороненных, поэтому их можно связывать с вендами.
Исчерпывающий отчёт про вендов в 1973 году опубликовал археолог и историк Эвалдс Мугуревичс. Сравнивая высказанные гипотезы с письменными источниками, архитектурными памятниками и топонимикой низовье Венты и Даугавы и в городе Цесис, он также сделал вывод, что венды являлись группой курземских ливов.
Обширный обзор про археологические исследования в низовье Венты Мугуревичс опубликовал и в 2000 году. Оценивая материалы из раскопок могильника Варвские Стрики (Vārves Strīķi), он отверг предположение, которое в 1932 году выдвинул археолог Х. Риекстиньш, что там похоронены курши. Каменная кладка, разнообразный погребальный инвентарь характерны не для куршских трупосожжений, а для балтийских финнов, что также обнаружено в захоронениях могильника XI—XIII веков у железнодорожной станции Цесис. Первый усопший Варвских Стрикьях погребён в I веку до н. э. и потом захоронения непрерывно продолжались весь железный век. Схожии могильники (Vārves Dumbrinieki, Ūdrandes Druķēni) обнаружены в других местах на территории, которое в документе о разделе Курсы в 1253 году названо как населённое место по обеих берегов Венты на земле Вентавы (Winda). Из этих исследований следует, что венды и их предки жили там постоянно ещё долго до их исхода..
Раскопки в 1980 году вендском городище Риекстукалнс снова подтвердили выводы про принадлежность Цесиских вендов к культуре Курземских финно-угров, которые в 1936 и 1974 году опубликовала Э. Шноре и в 1973 и 2000 году — Мугуревичс. Не только украшения, но и другие свидетельства в материальной культуры показывали, что венды являлись балтийскими финно-уграми. Например, если латгалы в то время для согревания своих домов и приготовления еды пользовались глиняными печами, то ливы — очагами. Также в вендском городище единственный хорошо сохранившийся очаг был очень похож на те, которых обнаружили в поселениях Даугавских ливов в Саласпилской Лауксколе и в Икшкиле.
В последнее десятилетие в северной Курземе проводились значительные археологические исследования, которые дали новые материалы в разъяснении вендского вопроса. В раскопках в городищах Падурес (Падурская волость Кулдигского края) и Межитес (Лауциенская волость Талсинского края) и в близлежащих могильниках, найдены украшения столетия XI—XII века, аналогичные украшениям в могильниках Цесиских вендов и вендских женщин, идентифицированных среди захоронений Даугавских ливов.
При сравнивании погребальных традиций и инвентаря могил XI—XIII веку у даугавских и гауйских ливов с традициями жителей северной Курсы, обнаруживаются как сходства, так и различия. Например, если женщины видземских ливов свои богатые цепочечные нагрудные украшения к плечам прикрепляли так называемыми черепашьими фибулами, то курземские финно-угры и цесисские вендские женщины носили длинные бронзовые булавки с орнаментированными треугольными или крестообразными головками. Некоторые формы артефактов похожи, а иногда идентичны украшениям идумийцев, эстонцев и даже водью. К тому же, ориентация захороненных, близкая к меридиональной, одинаковая для мужчин и женщин, характерна не только для балтийских, но и волжских финнов (меря, мурома, мордва, марийцы).
Венды, которые не покинули Курсу, оказались под властью куршей и впоследствии были ассимилированы. В XIII веке Вентаву между собой разделил Ливонский орден и Курляндское епископство. Орден получил две третьи Вентавы — всё побережье и возле устья Венты в конце столетия построил свой замок (Windau или Вентспилс). Остальная Вентава — земли по обы стороны Венты до впадения Абавы — была под веденьем епископа. Также и на территории епископства возник новый центр — Пилтене. Старое административное деление потеряло значение и название Вентавы исчезло. С вендами раньше понимали жителей данного края, однако сейчас это неимело смысла. Так как языковом отношении Курляндские финны были близки более известным ливам, их начали называть ливами; в первые 1413 году описании Жильбера де Ланнуа. В XVI веку Бальтазар Руссов в издании «Хроники провинции Ливонии» писал, что «жители Курляндской провинции говорят на куршском и ливском языке, а в некоторых местах и на литовском языке.» Похожие процессы происходили на всей территории Ливонии. Например ливов и латгалов Идумейского края Хроника Генриха Латвийского и булла папы от 31 января 1208 года называет идумийцами, а уже в начале XV века жителей данной области в описании Жильбера де Ланнуа — ливами (les lives) и летами (les Loches). По сей день население северной Курземы, включая Вентспилс, разговарывает на ливском диалекте латышского языка, и в народе их часто называют «вентиньями» (ventiņi), а их говоры — «вентиньский язык» (ventiņu valoda).

### Западнославянское происхождение
Согласно этнологу Д. К. Зеленину, антропологу М. В. Битову, археологу Валентину Седову, венды произошли от западнославянского племени, которое во время Великого переселения народов в последних столетиях I тысячелетия н. э. пришло на территорию нынешней Курземе. Свою теорию Седов обосновывает с кольцевыми или пальцевидными фибулами, одна из которых найдена в низовье Немана, вторая в Селонии, а третья в низовье Венты. Седов связывает эти фибулы со славянами.
Другим доказательством является захоронения по обряду трупосожжения, характерному для славян. Погребальными памятниками ливов, проживавших на севере Курземе, до X—XI вв. являются каменные могильники с оградками, сопоставимые с древностями эстов, а также каменные курганы. Хорошо известны и погребальные памятники куршей — грунтовые могильники. Вместе с тем, в Северной Курземе известен и третий тип могильных древностей — песчаные курганы с захоронениями по обряду трупосожжения, идентичные тем, что есть в регионах Гауи и нижней Даугавы. Эти памятники здесь абсолютно чужды обрядности и куршей, и ливов. Э. Штурме, обобщая материалы по песчаным курганам Северной Курземе, насчитывал здесь 16 могильников и отмечал, что они датируются более ранним временем, чем аналогичные курганы на Гауе. Раскопки в окрестностях Сабиле показали, что курземские курганы относятся к последним векам I тыс. н. э.; с начала XI в. песчаные курганы в Северной Курземе уже не сооружались. И именно в это время (скорее всего, во второй четверти XI в.) такие курганы стали сооружаться в регионе нижней Даугавы и на Гауе. Местное население ещё в XIX в. называло эти курганные могильники «krievu kapi», то есть «русскими могилами». Становится понятным и исчезновение в начале XI в. в Северной Курземе курганной обрядности, и синхронное появление курганов в нижнем течении Даугавы и на Гауе. Венды были изгнаны куршами из прежних мест своего обитания (расселение здесь в XI—XII вв. куршей документируется археологией) и, поселившись на Даугаве и Гауе, перенесли сюда обычай сооружения курганных насыпей.
Присутствие чужих артефактов в каком-то культурном ареале включает в себе много разных возможных объяснений. Миграция лишь одна из них. Чужие артефакты могли появляться на других территориях через путешествующих ремесленников, пошлину и сборы, добычу, торговлю, подарков, трансформацию идей (религия, мода, идеология). Например, Даугавские ливы в XII веке наряду с языческими символами пользовались и христианскими — крестиками, фигурками ангелов. Что случалось с украшениями молодых девушек (puellas), которых согласно словам Генриха, «единственно и щадят войска в тех странах»?

### Цесис
В конце XIII века Цесисскому замку принадлежали четыре волости. Из Аутинского края образовалась Авотинская волость, а с вендского поселения в Риекстукалнсе — Ливская волость. В это же время напротив собора Ливонского ордена появляется Ливская площадь и две Ливские улицы. Площадь и сегодня называется Ливской, а из улиц сохранилась одна — Lielā Līvu (Большая Ливская). В Цесиской церкви Святого Иоанна Цесисским ливам принадлежала ливская скамейка, ливский фонарь и ливский колокол. К тому же в городе было ливское кладбище и жилые здания.
Исходя из хроники Генриха Латвийского, всегда после крещения местных жителей там возводилась приходская церковь. Кажется, венды не были исключением, и после крещения осенью 1206 года, не позже 1207-го, в их землях также была построена церковь. Косвенно об этом свидетельствует визит папского посла в 1225 году в Венден, где он встретил «величайшее множество вендов и латгалов». Основываясь на сведениях в Ливонской хроники Германа Вартбергского, каменная Цесисская церковь Святого Иоанна возведена в 80-е годы XIII века. Возможно, её построили на месте более древней, первой деревянной церкви вендского прихода.
Основываясь на эти данные, в книге Латвийского института истории «Regina in castro Wenda» пишется о связи средневековых Цесиских ливов и вендов:
«…считается, что описанные XVII—XVIII веку Цесисские ливы являются потомками упомянутых в XIII столетии вендов». 81.стр.
«…в Ливской волости следует искать и в источниках XIII века упомянутых потомков вендов». 84.стр.
Эту точку зрения подтверждает и то, что, включая сравнительно небольшое количество немецких переселенцев, венды и латгалы были единственными жителями края. Про балтов — земгалов и, начиная с VI века, латгалов — свидетельствуют могильники позднего железного века в окрестностьях Цесиса (Drabešu Liepiņas, Priekuļu Ģūģeri, Kārļu Ainavas) и Арайшский озёрный посёлок. Уже в начале прибытия вендов окружали земли латгалов Аутине и Талава и река Гауя. Не имеется никаких сведений про присутствие другого ливского этноса на левом берегу Гауи, кроме вендов.
В свою очередь, тесная дружба вендов и немцев может объяснить те особые привилегии, которые в средние века сохраняла группа, знакомая как Цесисские ливы.

## Жильё
Высота вендского городища 18 м, ширина 50×20 м. В северной части площадки находился 3,5 м глубокий колодец. В культурном слое во время равкопок нашли 291 артефакта и несколько тысяч других находок (глиняных осколков, костей от употреблённых в пищу животных и др.) Находки принадлежат к периоду с XI/XII—XVI века. Особо интенсивно обитаемый период был в XI/XII—начала XIII века, после чего оборонительная роль городища уменьшалась.
Остатки зданий вокруг Риекстукалнса несохранились.

## История

### Экспансия куршей
Уже в IX веке у куршей было 5 княжеств (civitas). Очень значимую роль в их жизни имели военные походы и разбой. Они особо активизировались в XI веке, когда в связи с изменениями во внутренней политике и в структуре управления закончилось доминирование скандинавов, — тогда их место в Балтийском море заняли курши и Сааремские эстонцы. Так в 1203 году епископ Альберт в королевстве Дании застал «язычников эстов с 16 кораблями: они незадолго до того сожгли церковь, людей перебили или взяли в плен, разорили страну, похитили колокола и церковное имущество, как и вообще привыкли поступать и эсты и куры язычники в королевствах Дании и Швеции.»
Однако военные действия куршей не ограничивались лишь разбоем и грабежами, а имели также мотив расширения территорий, военный характер защиты своих политических интересов и их навязывания. К примеру, в 1201 году «куры, услышав о прибытия епископа и возникновения города, отправили в город послов для заключения мира… Получив согласие христиан, они закрепили мир, по языческому обычаю, пролитием крови.»
Нападение куршей на Ригу в 1210 году и другие сражения показывают, что у них была создана также тактика наземных военных действий. Перед сражением разведчики добывали информацию, войны знали строй и соблюдали военную дисциплину; для заманивания противника в ловушку и разваливания его рядов пользовались приёмами рассеивания и отступления. Прекращая отступление, курши организованно возвращались в сражение и старались овладеть превосходством над рассеивавшимся противником. Такая тактика была возможна благодаря как высоким личным, так и коллективным умением маневрирования, а также благодаря гибкому руководству для использования возникшей в ходе сражения благоприятной ситуации. Курши умели нападать на большие укрепления, предпочитая использовать фактор неожиданности, но и пользовались длительной осадой.
О значении лошадей в военной тактике куршей свидетельствуют почвозапцы, узды распределители недоуздки и оковка. Особенностью их воинской культуры была большая популярность секир. Длина рукоятей последних превышала 1 метр, — такие секиры позволяли сражаться со всадниками и противниками в доспехах.
Эти данные позволяют сделать вывод, что насильственное вытеснение куршами более малочисленного финно-угорского населения из стратегически значимого верховья реки Вента было исторической закономерностью.

### Древняя гора
Венды некоторое время жили на Древней горе (Mons Antiquus) или Рижской горе (Mons Rige) на территории нынешней эспланады. Возле горы были песчаные дюны и лес, поэтому Ливонская рифмованная хроника и Ливонская хроника эту местность характеризует как песчаную возвышенность, а в XIV веке на горе находились бортья. Упомянутый холм, очевидно, служил для местного населения укреплённым городищем. Так в 1198 году «собралась в боевой готовности масса ливов и устроила стоянку за рижской горой.» 1784/1785 году гору снесли, так как с него можно было просматривать и обстреливать город.

### Хронология
- Преследованные куршами, в начале XI века венды кратковременно переселяются в Ригу, а потом оседают в Цесисе, где строят городище Wendorum castrum.

- В 1206 году после крещения ливских земель добровольно принимают католичество и становятся подданными Ливонского епископства. После раздела ливских территорий орден Меченосцев получает правый берег Гауй, где живут и венды. В том же году в городище вендов заселяется гарнизон меченосцев, которых руководил Бертольд (Bertholdus de Wenden).
- 31 января 1208 года, преувеличивая успехи католической миссии, папа римский Иннокентий III сообщает прелатам Германии, что католическую веру приняли все ливы, идумийцы и венды, а также половина латгалов («totam omni Livonian, Idumeos et Wendos cum media pene parte Lettorum»).
- Осенью 1208 года в вендском городище латгальский князь Таливалдис, старейшины Варидотис и Русиньш и Цесиский рыцарь Бертольд заключают направленный против эстонцев договор. Бертольд в то время в Цесис выполнял объязанности заместиля орденского магистра. Поэтому немцы это городище, которое позже служило резиденцией магистра, прозвали Bertholdsburg, а русские из Новгорода и Пскова — Пертуев городъ.
- Зимой 1209/1210 года венды совместно с магистром Бертольдом и латгальским правителем Русиньшсом отправляются в военный поход против эстов: «После этого, по истечении срока перемирия, заключённого с жителями Унгавнии, Бертольд, магистр рыцарства в Вендене, призвав Руссина с эго лэттами, а также и других лэтов из Аутинэ, вместе со своими вендами, пошёл в Унгавнию».[16]
- 1210 году большое войско эстов окружает деревянное городище, где меченосцы в то время жили вместе с вендами: «Эсты бились с Бертольдом, его братьями и вендами три дня у старого замка, где ещё жили братья и венды… Эсты собрали большие костры и подожгли огонь, чтобы сжечь замок. Притащив из лесу большие деревья с корнями, сложили из них нечто вроде осадной башни, подперли и укрепили другими бревнами и причинили великий вред бывшим в замке, так как внизу шёл бой, а сверху грозили огонь и дым.» Услышав о приближении большого отряда ливов и латгалов, эстонцы отступают. Союзники из преследуют, но в бою с эстами терпят поражение.[17]

- В 1213/14 году напротив вендского городища крестоносцы строят каменный Венденский замок, образовывая узкий коридор между двумя укреплениями. Венды пользовались также типично ливскими шилообразными или иглообразными наконечниками стрел. Таких наконечников изготавливали специально для борьбы с противниками, которые были одеты в кольчатых доспехах.
- В 1218 году русские под предводительством Новгородского князя Всеволода Мстиславича «осадили замок вендов и целый день бились с вендами.» Вендам с соседнего замка пришли на помощь "стрелки братьев-рыцарей, " которые «выйдя из своего замка, перешли к вендам и много русских перебили и ещё больше ранили.» На следующий день «король новгородский, видя, что замка вендов он взять не может, хотя это самый маленький замок в Ливонии, заговорил о мире с братьями-рыцарями, но те, не желая и слыщать о таком мире, выстрелами из балист заставили русских отступить.» и те «поспешно ушли из страны».[18] Согласно Новгородской первой летописи «князъ Всеволодъ съ новгородьци къ Пертуеву и устретоша стороже Нъмьци, Литва, Либь, и бишася || и пособи богъ новгородьцемъ, идоша подъ городъ и стояша 2 недъли, не взяша города и придоша сторови».
- В 1221 году в Ливонию вновь вторглись русские, более чем «двенадцать тысяч, собравшихся и из Новгорода и из других городов Руссии.» У ворот Вендена «их встретили братья-рыцари со своими вендами, но не будучи в силах противостоять массе врагов, сожгли дома и отступили в замок.»[19]
- Летом 1225 года папский посол Вильгельм Моденский путешествуя по Ливонии, отправился в Венден и был принят «братьями-рыцарями, жившими там тевтонами, и нашел величайшее множество вендов и лэтов».[20] Это последний раз, когда летописец Генрих упоминает вендов.

Слияние вендов с латгалами показывают раскопки могильника от XIII—XIV века Упланты (Āraišu Uplanti). Оно расположено 6 км к югу от Цесис, и там хоронили Арайшских латгалов. Однако этнически усопшие не были однородны. Некоторые из захоронений принадлежали финно-уграм из Курземе. В одной из могил был похоронен мужчина венд, малолетний мальчик и латгальская женщина. Очевидно это было семейное погребение, в котором её члены по неизвестным нам причинам захоронены вместе.

## Вендское наследие
Память о вендах хранит немецкое название Цесиса Wenden, имена некоторых спорт клубов города и хора, Ливская площадь, улица Ливу, посёлок Ливы, и другие свидетельства края.